# Parafia Świętego Krzyża w Kozienicach
Parafia Świętego Krzyża w Kozienicach – jedna z 9 parafii rzymskokatolickich dekanatu kozienickiego diecezji radomskiej.

## Historia
Parafia erygowana w 1557 na mocy przywileju Zygmunta Augusta.
Pierwszy kościół drewniany z fundacji Władysława Jagiełły powstał w 1394 i należał do par. Świerże. Spłonął on jednak w 1410 w wyniku napadu wojsk księcia Witolda. Chcąc uczcić miejsce swojego urodzenia Zygmunt Stary odrestaurował i upiększył kościółek. W 1554 został ponownie odbudowany i uposażony przez Zygmunta Augusta. Do 1559 zarządzał nim proboszcz par. Wargocin (dziś diecezja siedlecka). Kościół został spalony w 1657, a odbudowany w 1667. Kolejna drewniana świątynia została zbudowana w 1754, a rozebrana w 1869. Obecny kościół zbudowano w latach 1868–1869 staraniem ks. Józefa Khauna, a konsekrował go 24 października 1869 bp Józef Michał Juszyński. Odnowienia świątyni dokonano w 1887. Polichromię wykonał art. Zdzisław Jasiński.
Wewnątrz 2 ołtarze rokokowe i obrazy z XVII i XVIII/XIX wieku m.in. obraz Matki Bożej (XVII w.) oraz obraz Świętej Rodziny namalowany przez Wojciecha Gersona w 1888 roku. Dzwon kościelny pochodzi z 1564 roku.
W ostatnich latach, staraniem proboszczów parafii, przeprowadzane są gruntowne prace konserwatorskie kościoła. W 2022 roku parafianie zawiadomili Kurię Diecezji Radomskiej oraz prokuraturę, że ówczesny ksiądz proboszcz przestał spłacać pożyczki zaciągnięte w banku oraz u wiernych. Śledztwo od 2024 roku toczy się w Prokuraturze Okręgowej Radomiu. Prowadzone jest w kierunku "nadużycia udzielonych uprawnień oraz niedopełnienia ciążących obowiązków przez osobę zobowiązaną do zajmowania się sprawami majątkowymi parafii Św. Krzyża w Kozienicach i dotyczy okresu od grudnia 2012 do lutego 2023 roku", w tym wyrządzenia szkody majątkowej wielkiej wartości w kwocie nie mniejszej niż 1 mln 938 tys. zł, które zostały wydane na cele prywatne. Ksiądz Kazimierz Ch. został odwołany przez biskupa radomskiego i przeniesiony na emeryturę do Domu Księży Seniorów. Remont jest kontynuowany przez kolejnego proboszcza.

## Grupy parafialne[5]
- Apostolat Margaretka
- koło biblijne
- parafialny zespół Caritas
- diakonia muzyczna
- Koło Przyjaciół Radia Maryja
- koła Żywego Różańca
- Rycerze Kolumba
- Wspólnota Chrystusa Zmartwychwstałego Galilea
- LSO
- schola
- Skauci Europy

## Proboszczowie
- ks. Maciej Dąbrowski (1657–1689)[1]
- ks. Marcin Wolański (1694–?)[1]
- ks. Wojciech Cięciwa (?–1716)[1]
- ks. Jan Warcab (1716–1739)[1]
- ks. Antoni Popławski (1739–?)[1]
- ks. Maciej Pieckiewicz[1]
- ks. Jan Wolski (1746–1748)[1]
- ks. Błażej Kościański (1750–?)[1]
- ks. Franciszek Siarczyński (1789–1799)[1]
- ks. Józef Baranowski (w 1819 mianowany dziekanem nowo utworzonego dekanatu kozienickiego)[1]
- ks. Jan Sadowski (1830–1839)[1]
- ks. Tomasz Wrześniakowski (1840–1848)[1]
- ks. Józef Khaun (1868–?)[1]
- ks. Feliks Kuropatwiński[1]
- ks. Jan Klimkiewicz (1924–1965)
- ks. Stefan Siedlecki (1965–1987)
- ks. Tadeusz Borowski (1987–1998)
- ks. kan. Edward Warchoł (1998–2010)
- ks. kan. Kazimierz Chojnacki (2010–2023)
- ks. Dariusz Sałek (2023 – nadal)

## Zasięg parafii
Do parafii należą: Kozienice (oprócz osiedla Energetyków), Aleksandrówka, Augustów, Cudów, Dąbrówki, Holendry, Janów, Kępa Wólczyńska, Kociołki, Nowiny, Przewóz, Wójtostwo, Wólka Tyrzyńska, Wymysłów.

## Kościoły i kaplice
- kościół parafialny
  - Świętego Krzyża przy ul. Jana Kochanowskiego
- kościół rektoralny
  - św. Józefa przy ul. Konstytucji 3 Maja
- kościół filialny
  - św. Augustyna w Augustowie
- kaplice
  - św. Aleksandra przy ul. Lubelskiej
  - Matki Kościoła w Cudowie
  - św. Antoniego w Domu Pomocy Społecznej